# St Mary’s Anglican Church (Brisbane)

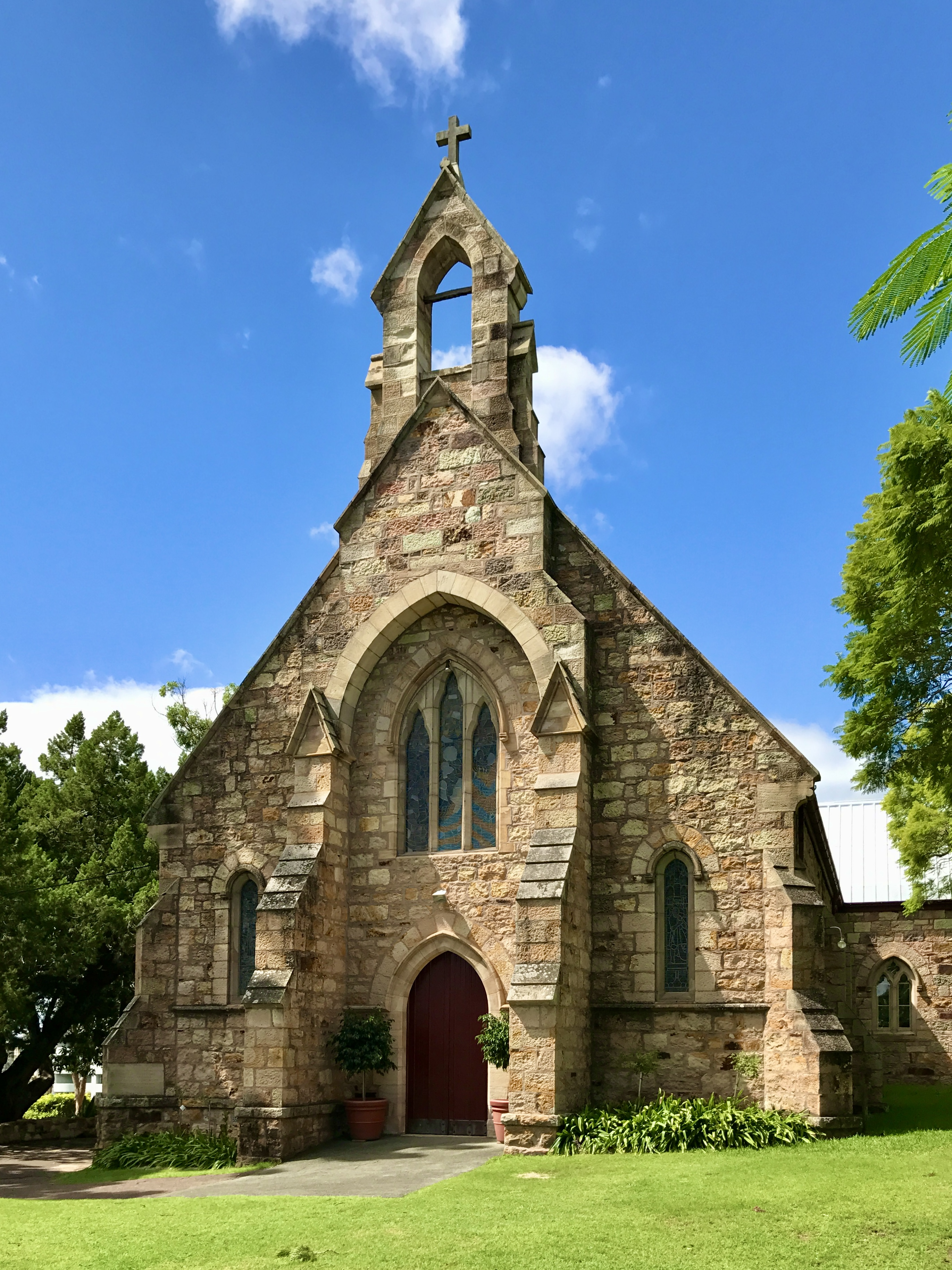
Kirche St Mary’s

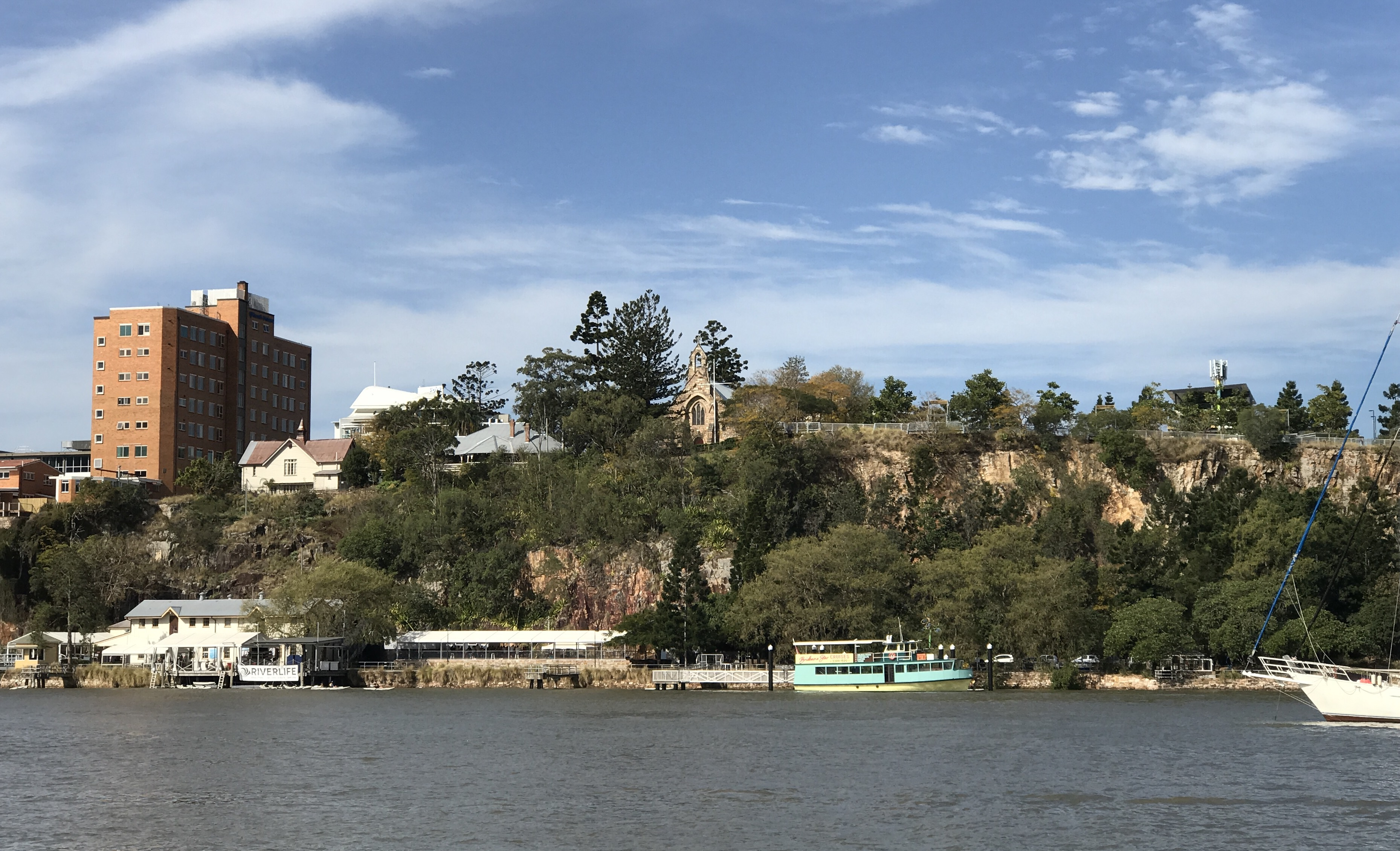
Lage der Kirche am Kangaroo Point

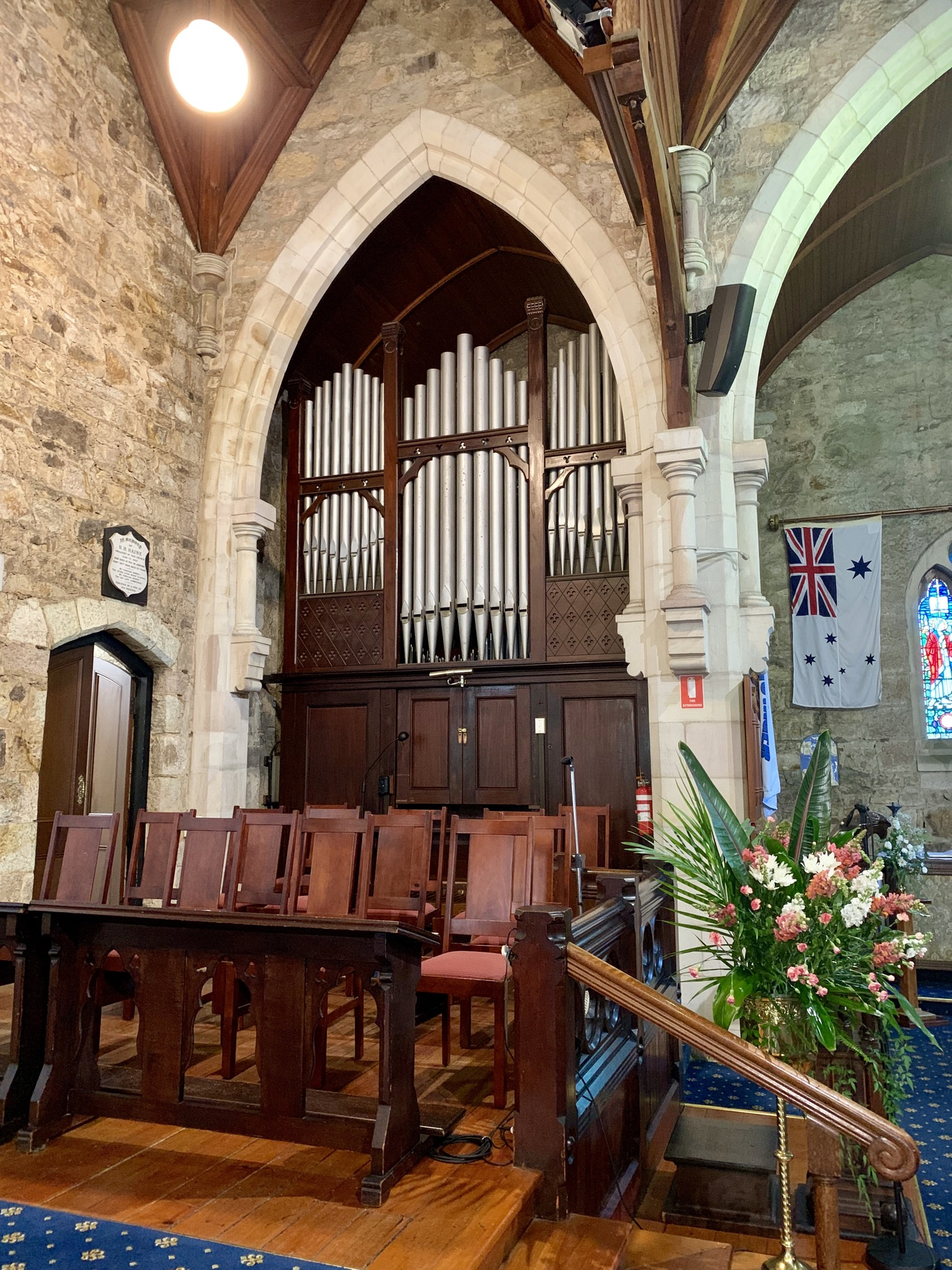
Die Orgel

St Mary’s Anglican Church in der australischen Stadt Brisbane  ist ein anglikanisches Kirchengebäude innerhalb der australischen Kirchenprovinz Queensland. Das denkmalgeschützte Bauwerk ist seit 1992 eingetragen im Queensland Heritage Register und befindet sich am Ostufer des Brisbane River gegenüber der Innenstadt auf dem Felsabhang des Kangaroo Point.

## Geschichte
Die Kirche St Mary’s wurde 1873 von Alfred Grant nach einem Entwurf des Diözesanarchitekten Richard G. Suter im Stil der Neogotik erbaut. Der Neubau ersetzte eine Holzkonstruktion, die 1849 auf einem Landstück näher am Fluss errichtet wurde. 1892 richtete ein Wirbelsturm erhebliche Schäden am Dach und Glockenstuhl der Kirche an.
St Mary’s wurde von den englischen Gouverneuren für den Gottesdienst besucht, wenn sie im Old Government House in Brisbane residierten. Außerdem diente die  Kirche als die Marinekapelle in Queensland und war durch Treppen mit Marineanlagen unterhalb des Steinabhangs verbunden. Die 1950 eingeweihte Warriors' Chapel enthält ein Denkmal für 1964 auf der HMAS Voyager gestorbene Seeleute.
Der benachbarte Gemeindesaal wurde 1879 erbaut. Das vom Diözesanarchitekten John H. Buckeridge entworfene Pfarrhaus wurde 1889 fertiggestellt. Im November 2019 war die Kirche Drehort für eine Episode der Fernsehserie Harrow.

## Orgel
Die Pfeifenorgel ist die älteste in Queensland und stammt aus dem frühen 19. Jahrhundert. Das Instrument wurde 1876 aus einer Londoner Kirche nach Australien überführt. Sie wurde im 19. und 20. Jahrhundert mehrfach umgebaut und erweitert. 1961 erfolgte ein Neubau mit elektropneumatischer Traktur unter Einbeziehung alter Register durch Whitehouse Bros in Brisbane. Die Orgel verfügt seitdem über 15 Register, die auf zwei Manuale und Pedal verteilt sind, mit folgender Disposition:
| I Great C–c3     |       |           |
| Open Diapason    | 8′    | 1922      |
| Stopped Diapason | 8′    |           |
| Dulciana         | 8′    | 1897?     |
| Principal        | 4′    |           |
| Flute            | 4′    | 1897/1898 |
| Twelfth          | 2 ⁄3′ |           |
| Fifteenth        | 2′    |           |

| II Swell C–c3 |    |                |
| Diapason      | 8′ |                |
| Gedact        | 8′ | teils 17. Jh.? |
| Echo Gamba    | 8′ | 1961           |
| Gemshorn      | 4′ |                |
| Cornopean     | 8′ | 1961           |
| Oboe          | 8′ | 1897/1898      |

| Pedal C–f1 |     |       |
| Bourdon    | 16′ | 1897? |
| Bass Flute | 8′  | 1961  |

- Koppeln: II/I, II/I 4′, II/I 16′, II/II 4′, II/II 16′, I/P, II/P
- Tremulant auf das ganze Werk